# Rinus Hille
Marinus Jacobus (Rinus) Hille (Koog aan de Zaan, 16 januari 1913 – Zaandam, 29 november 1976) was een Nederlands sociaaldemocratisch politicus van de SDAP en de PvdA.
Hij werd geboren als zoon van Louwerens Hille (1869-1949) en Jacoba Hendrina Rosina van der Star (1877-1952). Rinus Hille maakte alleen zijn lagere school af. In de jaren dertig werkte hij in Oostzaan bij de gemeentereiniging en als opperman stratenmaker. Voor de Tweede Wereldoorlog was hij lid van de aan de SDAP gelieerde Arbeiders Jeugd Centrale (AJC), waar hij voorzitter werd van de afdeling Zaandam.
Hille was tijdens de oorlog actief in het verzet bij de Paroolgroep Noord-Holland. Mede vanwege deze activiteiten moest hij onderduiken, waardoor hij terechtkwam op een adres in Zaandam. Nadat hij om zijn verzetsactiviteiten werd opgepakt, bracht hij een jaar door in de gevangenissen van Amsterdam en Scheveningen.
Tijdens de bevrijding kwam Hille zijn vriend Wim Thomassen tegen, die op dat moment commandant was van het Militair Gezag. Thomassen vroeg Hille om secretaris van het Gezag te worden. Na de oorlog was hij tevens voorzitter van de afdeling Zaandam van de SDAP. Ook werd hij per 1 oktober 1945 gemeenteraadslid en wethouder in de naoorlogse noodraad van Zaandam. In 1946 werd hij ook in deze rollen verkozen in de reguliere raad, en kreeg hij de portefeuille onderwijs. Daarnaast was hij tweemaal waarnemend burgemeester, in 1958 en 1967-'68. In 1968 deed hij vergeefs een sollicitatie naar het burgemeesterschap. Zijn wethoudersrol behield hij tot en met 17 september 1968. Met 23 jaar was hij de langstzittende wethouder van Nederland.
Een dag later, op 18 september 1968, werd Hille geïnstalleerd als burgemeester van het naburige Wormerveer. Hij was voorstander van het samengaan van Zaangemeenten in één gemeente Zaanstad, wat uiteindelijk gebeurde op 1 januari 1974. Na de fusie kwam hij in de raad van deze nieuwe gemeente.
Ook was Hille enige tijd voorzitter van het gewest Noord-Holland-Noord van de PvdA. Vanaf 1970 was hij tevens lid van de Provinciale Staten van Noord-Holland. Eind 1976 overleed Hille op 63-jarige leeftijd in het Julianaziekenhuis te Zaandam aan een hartaanval.

## Onderscheiding
- Ridder in de Orde van Oranje Nassau (1967).[12]

## Vernoeming
Het voormalige gemeentehuis van Wormerveer was na de opheffing van de gemeente in 1974 tot 2011 in gebruik als ouderensociëteit, hulpsecretarie en politiebureau onder de naam Rinus Hille Centrum.